# Bachtal bei Grünau
Das Gebiet Bachtal bei Grünau ist ein 2002 durch das Regierungspräsidium Detmold ausgewiesenes Naturschutzgebiet (NSG-Nummer LIP–043) in der nordrhein-westfälischen Stadt Bad Salzuflen im Kreis Lippe in Deutschland.

## Lage
Das 36 Hektar große Naturschutzgebiet Bachtal bei Grünau erstreckt sich östlich der Bad Salzufler Innenstadt, zwischen den Ortsteilen Ehrsen im Südwesten, Hollenstein im Westen, Voßhagen im Nordosten sowie Bergkirchen im Osten.

## Schutzzweck
Wesentlicher Schutzzweck ist die Erhaltung und Förderung von Lebensgemeinschaften und Lebensstätten von Pflanzen und Tieren, die durch Gewässer und Wald geprägte Biotopstrukturen gebunden sind.
Im Einzelnen sind das die Erhaltung eines typischen Bachtals im Lipper Bergland von hervorragender Schönheit, die Erhaltung von naturnahen Quellbereichen sowie die Sicherung und Entwicklung eines gut ausgeprägten naturnahen Laubwaldes.